# Natação no Campeonato Mundial de Esportes Aquáticos de 2015 - 200 m medley feminino
A prova dos 200 metros medley feminino da natação no Campeonato Mundial de Esportes Aquáticos de 2015 ocorreu nos dias 2 de agosto e 3 de agosto em Cazã na Rússia. 

## Recordes
Antes desta competição, os recordes mundiais e do campeonato nesta prova eram os seguintes:
| Tipo                  | Atleta        | Tempo   | Local | Data                |
| --------------------- | ------------- | ------- | ----- | ------------------- |
|                       | Ariana Kukors | 2:06.15 | Roma  | 27 de julho de 2009 |
| Recorde do campeonato | Ariana Kukors | 2:06,15 | Roma  | 27 de julho de 2009 |

Os seguintes novos recordes foram estabelecidos durante esta competição. 
| Data        | Prova | Nadadora       | Nacionalidade | Tempo   | Recordes |
| ----------- | ----- | -------------- | ------------- | ------- | -------- |
| 3 de agosto | Final | Katinka Hosszú | Hungria       | 2:06.12 | ,        |

## Medalhistas
| Ouro                 | Prata                 | Bronze                       |
| Katinka Hosszú (HUN) | Kanako Watanabe (JPN) | Siobhan-Marie O'Connor (GBR) |

## Resultados

### Eliminatórias
Esses foram os resultados das eliminatórias.
| Pos. | Bateria | Raia | Nadadora                  | Nacionalidade  | Tempo   | Notas |
| ---- | ------- | ---- | ------------------------- | -------------- | ------- | ----- |
| 1    | 4       | 4    | Katinka Hosszú            | Hungria        | 2:07.30 | Q,    |
| 2    | 3       | 4    | Siobhan-Marie O'Connor    | Reino Unido    | 2:08.92 | Q     |
| 3    | 4       | 5    | Kanako Watanabe           | Japão          | 2:10.37 | Q     |
| 4    | 2       | 3    | Sydney Pickrem            | Canadá         | 2:10.94 | Q,    |
| 5    | 2       | 4    | Ye Shiwen                 | China          | 2:11.23 | Q     |
| 6    | 2       | 5    | Melanie Margalis          | Estados Unidos | 2:11.88 | Q     |
| 7    | 4       | 3    | Hannah Miley              | Reino Unido    | 2:12.22 | Q     |
| 8    | 4       | 6    | Sakiko Shimizu            | Japão          | 2:12.27 | Q     |
| 9    | 3       | 5    | Maya DiRado               | Estados Unidos | 2:12.38 | Q     |
| 9    | 3       | 3    | Zsuzsanna Jakabos         | Hungria        | 2:12.38 | Q     |
| 11   | 4       | 2    | Joanna Maranhão           | Brasil         | 2:12.74 | Q     |
| 12   | 3       | 0    | Viktoriya Zeynep Gunes    | Turquia        | 2:12.91 | Q     |
| 13   | 3       | 1    | Siobhan Haughey           | Hong Kong      | 2:13.07 | Q,    |
| 14   | 2       | 1    | Barbora Závadová          | Chéquia        | 2:13.12 | Q     |
| 15   | 3       | 2    | Tessa Wallace             | Austrália      | 2:13.23 | Q     |
| 16   | 2       | 2    | Nguyễn Thị Ánh Viên       | Vietname       | 2:13.41 | Q     |
| 17   | 4       | 7    | Keryn McMaster            | Austrália      | 2:13.42 |       |
| 18   | 3       | 8    | Lara Grangeon             | França         | 2:13.50 |       |
| 19   | 3       | 6    | Lisa Zaiser               | Áustria        | 2:13.90 |       |
| 20   | 2       | 8    | Hrafnhildur Lúthersdóttir | Islândia       | 2:14.12 |       |
| 21   | 3       | 7    | Louise Hansson            | Suécia         | 2:14.49 |       |
| 22   | 4       | 1    | Zhou Min                  | China          | 2:15.08 |       |
| 22   | 4       | 8    | Stina Gardell             | Suécia         | 2:15.08 |       |
| 24   | 3       | 9    | Ranohon Amanova           | Uzbequistão    | 2:15.13 |       |
| 25   | 2       | 0    | Kirsty Coventry           | Zimbabwe       | 2:15.39 |       |
| 26   | 4       | 0    | Nam Yoo-sun               | Coreia do Sul  | 2:16.58 |       |
| 27   | 2       | 6    | Viktoriya Andreyeva       | Rússia         | 2:16.85 |       |
| 28   | 1       | 5    | Victoria Kaminskaya       | Portugal       | 2:16.89 |       |
| 29   | 1       | 6    | Ana Radić                 | Croácia        | 2:17.04 |       |
| 30   | 2       | 7    | Theresa Michalak          | Alemanha       | 2:17.12 |       |
| 31   | 1       | 4    | Virginia Bardach          | Argentina      | 2:17.24 |       |
| 32   | 1       | 2    | Phiangkhwan Pawapotako    | Tailândia      | 2:17.69 |       |
| 33   | 4       | 9    | Sycerika McMahon          | Irlanda        | 2:17.88 |       |
| 34   | 2       | 9    | Amit Ivry                 | Israel         | 2:18.35 |       |
| 35   | 1       | 3    | Anja Crevar               | Sérvia         | 2:21.51 |       |
| 36   | 1       | 7    | Georgina González         | México         | 2:24.33 |       |
| 37   | 1       | 8    | Alexus Laird              | Seicheles      | 2:27.68 |       |
| 38   | 1       | 1    | Lydia Musleh              | Jordânia       | 2:27.94 |       |
| 39   | 1       | 0    | Estellah Fils Rabetsara   | Madagáscar     | 2:36.25 |       |

### Semifinal
Esses foram os resultados das semifinais. 
Semifinal 1
| Pos. | Raia | Nadadora               | Nacionalidade  | Tempo   | Notas            |
| ---- | ---- | ---------------------- | -------------- | ------- | ---------------- |
| 1    | 4    | Siobhan-Marie O'Connor | Reino Unido    | 2:08.45 | Q                |
| 2    | 5    | Sydney Pickrem         | Canadá         | 2:10.08 | Q,               |
| 3    | 3    | Melanie Margalis       | Estados Unidos | 2:10.61 | Q                |
| 4    | 7    | Viktoriya Zeynep Gunes | Turquia        | 2:11.46 | WJR,             |
| 5    | 6    | Sakiko Shimizu         | Japão          | 2:11.53 |                  |
| 6    | 2    | Zsuzsanna Jakabos      | Hungria        | 2:11.91 |                  |
| 7    | 1    | Barbora Závadová       | Chéquia        | 2:11.97 | Recorde nacional |
| 8    | 8    | Nguyễn Thị Ánh Viên    | Vietname       | 2:13.29 |                  |

Semifinal 2
| Pos. | Raia | Nadadora        | Nacionalidade  | Tempo   | Notas |
| ---- | ---- | --------------- | -------------- | ------- | ----- |
| 1    | 4    | Katinka Hosszú  | Hungria        | 2:06.84 | Q,    |
| 2    | 5    | Kanako Watanabe | Japão          | 2:09.61 | Q,    |
| 3    | 2    | Maya DiRado     | Estados Unidos | 2:09.82 | Q     |
| 4    | 6    | Hannah Miley    | Reino Unido    | 2:11.19 | Q     |
| 5    | 3    | Ye Shiwen       | China          | 2:11.39 | Q     |
| 6    | 7    | Joanna Maranhão | Brasil         | 2:12.64 |       |
| 7    | 1    | Siobhan Haughey | Hong Kong      | 2:13.26 |       |
| 8    | 8    | Tessa Wallace   | Austrália      | 2:14.34 |       |

### Final
Esse foi o resultado da final.
| Pos.              | Raia | Nadadora               | Nacionalidade  | Tempo   | Notas            |
| ----------------- | ---- | ---------------------- | -------------- | ------- | ---------------- |
| Medalha de ouro   | 4    | Katinka Hosszú         | Hungria        | 2:06.12 | Recorde mundial  |
| Medalha de prata  | 3    | Kanako Watanabe        | Japão          | 2:08.45 | Recorde nacional |
| Medalha de bronze | 5    | Siobhan-Marie O'Connor | Reino Unido    | 2:08.77 |                  |
| 4                 | 6    | Maya DiRado            | Estados Unidos | 2:08.99 |                  |
| 5                 | 1    | Hannah Miley           | Reino Unido    | 2:10.19 |                  |
| 6                 | 2    | Sydney Pickrem         | Canadá         | 2:10.32 |                  |
| 7                 | 7    | Melanie Margalis       | Estados Unidos | 2:10.41 |                  |
| 8                 | 8    | Ye Shiwen              | China          | 2:14.01 |                  |

Legenda
| Recorde mundial       | Recorde mundial (World record)               |                       | Recorde africano                      | Recorde africano (African) |                                           | Q | Classificado por posição (Qualified) |
| Recorde do campeonato | Recorde do campeonato (Championship record)  | Recorde da América    | Recorde da América (Americas)         | q                          | Classificado por melhor tempo (Qualified) |   |                                      |
| Melhor marca do ano   | Melhor marca do ano (World leading)          | Recorde asiático      | Recorde asiático (Asian)              | DNS                        | Não largou (Did not start)                |   |                                      |
| Recorde nacional      | Recorde nacional (National record)           | Recorde europeu       | Recorde europeu (European)            | DNF                        | Não terminou (Did not finish)             |   |                                      |
| Recorde pessoal       | Recorde pessoal do atleta (Personal best)    | Recorde da Oceania    | Recorde da Oceania (Oceania)          | DSQ / DQ                   | Desclassificado (Disqualified)            |   |                                      |
| Recorde da temporada  | Recorde da temporada do atleta (Season best) | Recorde sul-americano | Recorde sul-americano (South America) | NM                         | Sem marca (No mark)                       |   |                                      |